# Kabupaten de Karo

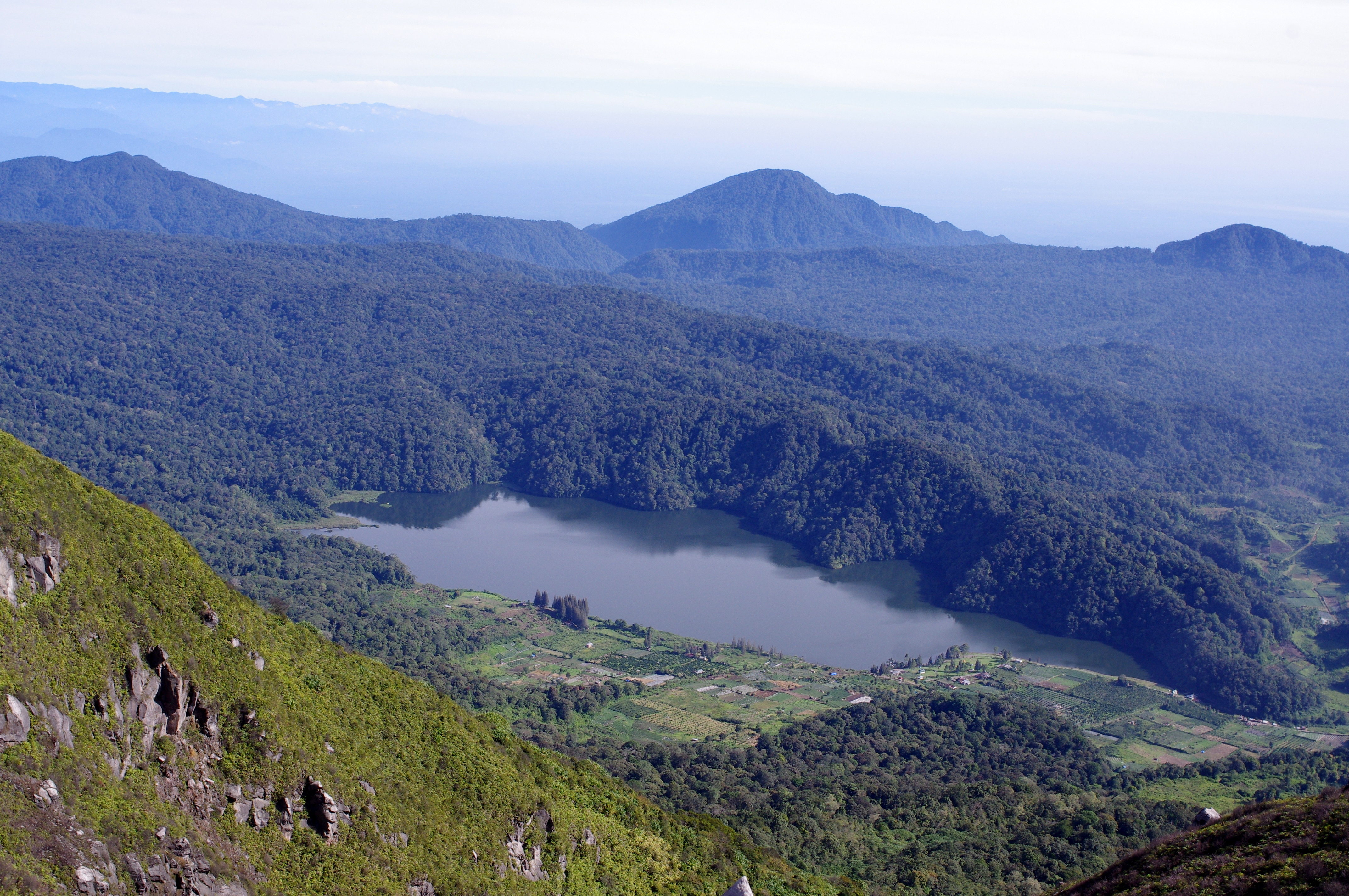
Lac Lau Kawar

Le Kabupaten de Karo  est un kabupaten situé dans la province de Sumatra du Nord, en Indonésie, dans les monts Barisan. Il couvre une surface de 2 127,25 m2 et selon le recensement de 2010, est peuplé de 350 479 habitants. 60,99 % de sa surface est boisée. Son siège est situé dans la ville de Kabanjahe. Ses habitants parlent le Batak karo aussi bien que l'Indonésien. Le kabupaten est entouré par le Kabupaten d'Aceh du Sud-Ouest à l'ouest, par le Kabupaten de Deli Serdang et le Kabupaten de Langkat au nord, par le Kabupaten de Dairi et le Kabupaten de Toba Samosir au sud, et par le Kabupaten de Deli Serdang et le Kabupaten de Simalungun à l'est.

## Économie

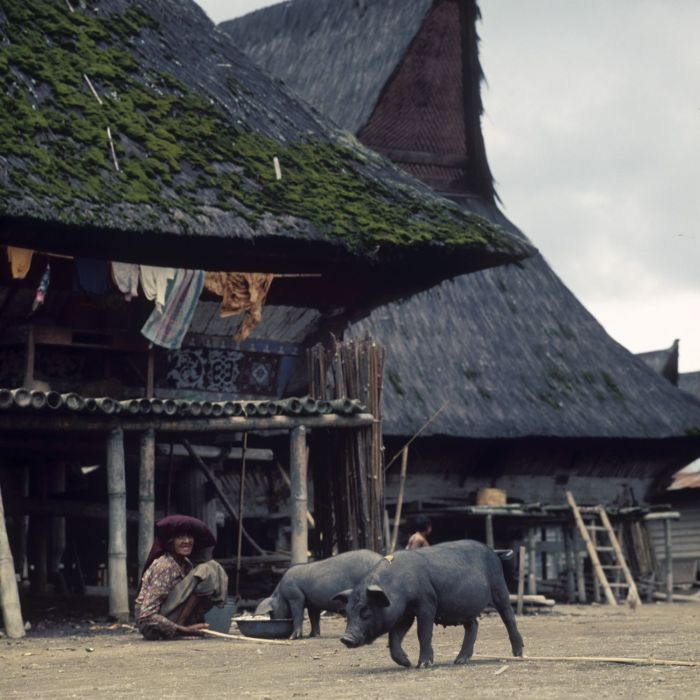
Ferme à Karo

Le PIB du kabupaten en 2005 s'élevait à 11,65 millions de roupies. 74 % de la population travaille dans l'agriculture, soit 60 % du PIB. Le second secteur d'activité, représentant 11 % du PIB, est le gouvernement

## Divisions administratives
Le kabupaten est divisé en 17 districts (kecamatan), classés ci-dessous avec leurs populations respectives, selon le Recensement de 2010 :
| Nom           | Population (2010) |
| ------------- | ----------------- |
| Mardingding   | 17,062            |
| Laubaleng     | 17,713            |
| Tiga Binanga  | 19,900            |
| Juhar         | 12,861            |
| Munte         | 19,686            |
| Kuta Buluh    | 10,586            |
| Payung        | 10,837            |
| Tiganderket   | 13,178            |
| Simpang Empat | 19,035            |
| Naman Teran   | 12,796            |
| Merdeka       | 13,310            |
| Kabanjahe     | 63,326            |
| Berastagi     | 42,541            |
| Tigapanah     | 29,319            |
| Dolat Rakyat  | 8,296             |
| Merek         | 18,054            |
| Barusjahe     | 22,097            |